# Luigi Baldi
Pour les articles homonymes, voir Baldi.
Luigi Baldi (né en 1894 en Romentino et mort à une date inconnue) est un joueur italien de football, qui jouait au poste de milieu défensif ou défenseur.

## Biographie
Luigi Baldi, pouvant évoluer à plusieurs postes, fait ses débuts footballistiques dans le club turinois du FBC Juventus pour la saison 1914-15, jouant son premier match le 11 octobre 1914 contre le Vigor Turin pour une défaite 3-2.
Son dernier match en bianconero se tient le 21 mars 1915 contre le Genoa (défaite 5-2).

### Statistiques
| Saison         | Club           | Championnat     | Championnat | Championnat |
| Saison         | Club           | Compétition     | Matchs      | Buts        |
| -------------- | -------------- | --------------- | ----------- | ----------- |
| 1914-1915      | Juventus       | Prima categoria | 11          | 1           |
| Total Juventus | Total Juventus |                 | 11          | 1           |
| Total carrière | Total carrière |                 | 11          | 1           |